# Martin Friedrich Cannabich
Martin Friedrich Cannabich est un compositeur et joueur d'instruments à vent allemand, né vers 1690 et mort à Mannheim en 1773. Il est le père du compositeur Christian Cannabich.

## Biographie
Martin Friedrich Cannabich est engagé en 1723 au sein de l'orchestre de la cour de Mannheim, poste qu'il conserve jusqu'en 1758. Professeur réputé, il enseigne la flûte au prince électeur Charles Théodore de Bavière.